# 휘틀리 (포탈)

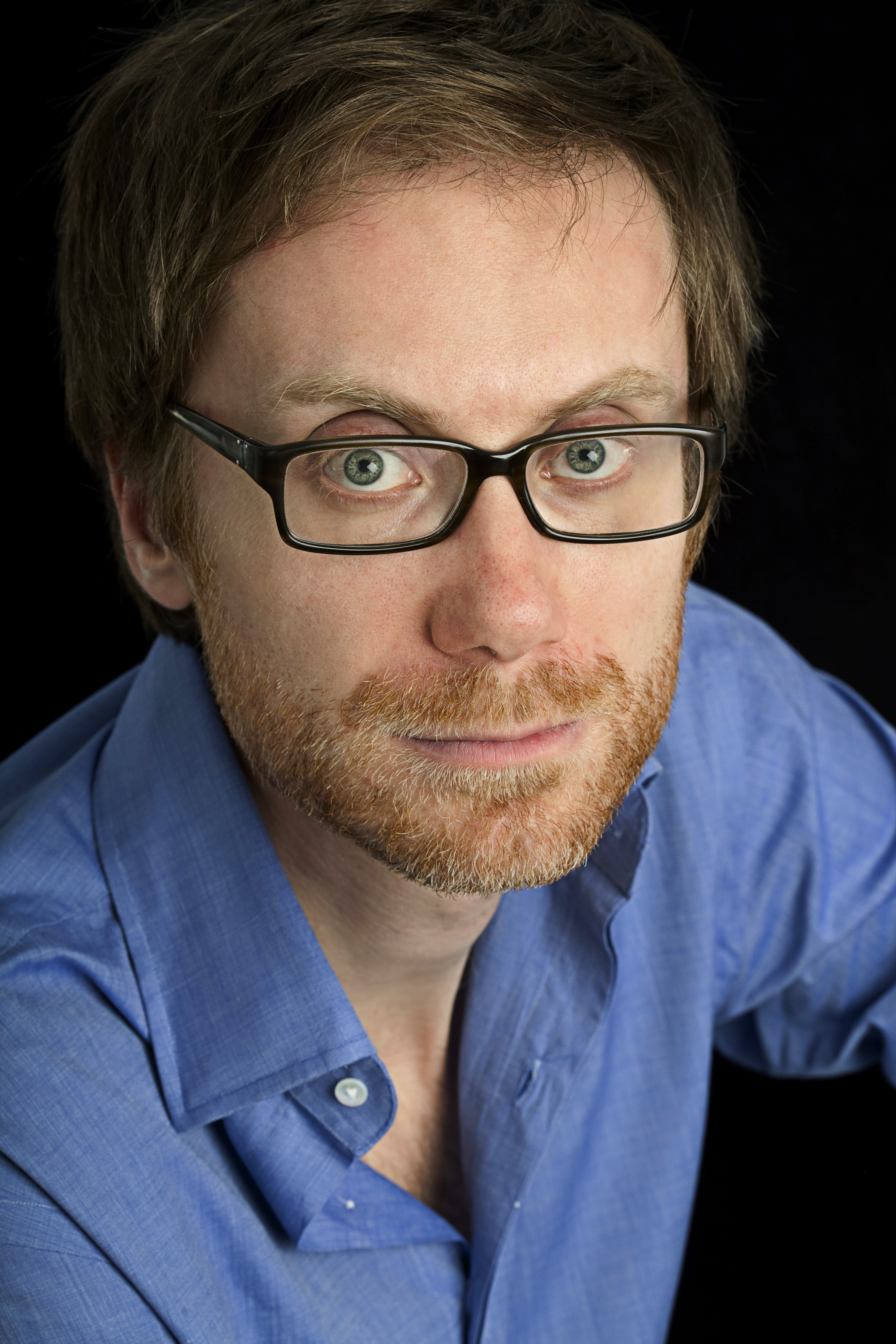
휘틀리의 성우 스티븐 머천트

휘틀리(Wheatley)는 포탈 2의 등장인물이다. 파란색 눈을 가진 코어로 포탈 2에서 플레이어와 함께 동행한다. 성우는 영국의 배우인 스티븐 머천트이다.

## 게임상 스토리
게임상 설정으로, 그는 애퍼처 사이언스에서 만들어진 인격 코어 중 하나로 중앙 코어의 폭주를 막기 위한 중앙 코어의 지능 둔화 코어로 만들어졌으며 따라서 휘틀리 본인의 성격 또한 판단력이 낮고 지능이 낮다. 탈출을 하려다 기계를 잘못만져 실수로 GLaDOS를 부활시키거나 권력을 손에 넣었을 때는 잠재된 이기심이 깨어나는 등, 중요한 순간에 일반적인 사람이라면 할 법한 행동과 '반대로' 행동하도록 설계되었다. GLaDOS는 그런 휘틀리를 '과학자들이 만든 최고의 얼간이(Moron)' 이라 언급하였다.
그는 포탈 2에서 첼과 함께 애퍼처 사이언스를 탈출하여 했으나 실수로 GLaDOS를 깨워버린다. GLaDOS에 의해 버려졌으나 어떻게든 첼과 접촉하여 테스트 중인 첼과 다시 탈출을 감행한다. 첼과 함께 터릿 생산 라인의 터릿들을 불량품으로 교환하고 신경독 생산기를 파괴하여 GLaDOS의 무기를 무력화시킨다. 휘틀리는 결국 첼에 의해 GLaDOS의 몸 (중앙코어의 본체)를 빼았는데 성공하나 잠재된 이기심이 깨어나 첼을 배신하고 GLaDOS를 감자 배터리에 이식해 가둔 다음 첼과 함께 애피처 사이언스 옛날 실험실로 떨어뜨린다. 그후 휘틀리도 GLaDOS처럼 실험을 하고싶은 욕망이 생겨 첼이 없으니 첼 대신 터릿과 중형 저장 큐브를 합쳐 '프랑켄 터릿'을 만들어내 실험을 대신한다.
그러던 중 지하에서 첼이 돌아오고 휘틀리는 첼이 GLaDOS를 파괴하는 영상을 보고 최후의 준비를 한다. 하지만 최후에 첼과 (감자 배터리 상태의) GLaDOS가 협동하여 휘틀리를 중앙 코어에서 빼내고 우주로 보내버린다. 이 과정에서 휘틀리에 부착되었던 고장난 코어중 3개인 스페이스 코어도 함께 우주로 나가게 된다. 휘틀리는 우주 상태에서 스페이스 코어와 함께 떠돌며 자신이 한 일에 대해 후회한다.